# Rachid Ghezzal
Rachid Ghezzal (Décines-Charpieu, 9 maggio 1992) è un calciatore algerino, centrocampista o ala del Çaykur Rizespor.

## Biografia
È il fratello minore di Abdelkader Ghezzal, ex calciatore e suo procuratore.

## Caratteristiche tecniche
È un esterno di centrocampo e d'attacco, un'ala ideale per il modulo 4-2-3-1. È mancino e fra le sue caratteristiche ci sono estro e fantasia, cambi di marcia e saggezza tattica. Può giocare anche come seconda punta e lavora anche in copertura, con prestazioni di sostanza e qualità.

## Carriera

### Club
Cresciuto calcisticamente nelle giovanili del club, nella stagione 2012-2013 ha esordito e giocato 14 partite in campionato e 4 in Europe League con la maglia del Lione. Si svincola il 30 giugno 2017 dopo 119 presenze, 14 gol e 20 assist nei 4 anni in cui ha vestito la maglia del Lione.
Dopo un anno al Monaco passa al Leicester City con cui colleziona 19 presenze e 1 gol in Premier prima di passare in prestito alla Fiorentina il 2 settembre 2019. L'esordio con i viola, nonché nella massima serie italiana, arriva il successivo 29 settembre, in Milan-Fiorentina 1-3, rilevando Franck Ribéry. Il suo primo gol italiano arriva nel match vinto 3-1 in casa del Lecce, disputato il 15 luglio 2020.
Il 5 ottobre 2020 viene ceduto nuovamente in prestito, questa volta al Besiktas. Il 12 agosto 2021 viene riscattato dal club turco.
L'11 dicembre 2023, il club turco annuncia ufficialmente che Ghezzal è stato escluso dalla squadra insieme a Eric Bailly, Valentin Rosier, Vincent Aboubakar e Jean Onana a causa delle scarse prestazioni e incompatibilità all'interno della squadra.

### Nazionale
Dopo aver giocato 4 partite segnando un gol con la nazionale Under-20 della Francia, ha deciso di difendere i colori dell'Algeria con cui ha partecipato alla Coppa delle nazioni africane 2017.

## Statistiche

### Presenze e reti nei club
Statistiche aggiornate al 15 maggio 2021.
| Stagione        | Squadra         | Campionato      | Campionato | Campionato | Coppe nazionali | Coppe nazionali | Coppe nazionali | Coppe continentali | Coppe continentali | Coppe continentali | Altre coppe | Altre coppe | Altre coppe | Totale | Totale |
| Stagione        | Squadra         | Comp            | Pres       | Reti       | Comp            | Pres            | Reti            | Comp               | Pres               | Reti               | Comp        | Pres        | Reti        | Pres   | Reti   |
| --------------- | --------------- | --------------- | ---------- | ---------- | --------------- | --------------- | --------------- | ------------------ | ------------------ | ------------------ | ----------- | ----------- | ----------- | ------ | ------ |
| 2012-2013       | O. Lione        | L1              | 14         | 1          | CF+CdL          | 1+1             | 0               | UEL                | 4                  | 0                  | SF          | 0           | 0           | 20     | 1      |
| 2013-2014       | O. Lione        | L1              | 0          | 0          | CF+CdL          | 0               | 0               | UCL+UEL            | 0                  | 0                  | -           | -           | -           | 0      | 0      |
| 2014-2015       | O. Lione        | L1              | 18         | 0          | CF+CdL          | 2+1             | 0               | UEL                | 2                  | 0                  | -           | -           | -           | 23     | 0      |
| 2015-2016       | O. Lione        | L1              | 29         | 8          | CF+CdL          | 2+2             | 2+0             | UCL                | 4                  | 0                  | SF          | 1           | 0           | 38     | 10     |
| 2016-2017       | O. Lione        | L1              | 26         | 2          | CF+CdL          | 1+0             | 0               | UCL+UEL            | 5+6                | 0+1                | SF          | 0           | 0           | 38     | 3      |
| Totale O. Lione | Totale O. Lione | Totale O. Lione | 87         | 11         |                 | 10              | 2               |                    | 21                 | 1                  |             | 1           | 0           | 119    | 14     |
| 2017-2018       | Monaco          | L1              | 26         | 2          | CF+CdL          | 3+2             | 0               | UCL                | 4                  | 0                  | SF          | 0           | 0           | 35     | 2      |
| 2018-2019       | Leicester City  | PL              | 19         | 1          | FACup+CdL       | 1+3             | 1+1             | -                  | -                  | -                  | -           | -           | -           | 23     | 3      |
| 2019-2020       | Fiorentina      | A               | 19         | 1          | CI              | 2               | 0               | -                  | -                  | -                  | -           | -           | -           | 21     | 1      |
| 2020-2021       | Beşiktaş        | SL              | 31         | 8          | TK              | 4               | 0               | -                  | -                  | -                  | -           | -           | -           | 35     | 8      |
| 2021-2022       | Beşiktaş        | SL              | 35         | 4          | TK              | 3               | 0               | UCL                | 5                  | 1                  | ST          | 0           | 0           | 43     | 5      |
| 2022-2023       | Beşiktaş        | SL              | 11         | 2          | TK              | 0               | 0               | -                  | -                  | -                  | -           | -           | -           | 11     | 2      |
| 2023-2024       | Beşiktaş        | SL              | 8          | 1          | TK              | 0               | 0               | UECL               | 0                  | 0                  | -           | -           | -           | 8      | 1      |
| Totale Besiktas | Totale Besiktas | Totale Besiktas | 85         | 15         |                 | 7               | 0               |                    | 5                  | 1                  |             | 0           | 0           | 97     | 16     |
| Totale carriera | Totale carriera | Totale carriera | 231        | 29         |                 | 28              | 4               |                    | 30                 | 2                  |             | 1           | 0           | 296    | 36     |

### Cronologia presenze e reti in nazionale
| Cronologia completa delle presenze e delle reti in nazionale ― Algeria | Cronologia completa delle presenze e delle reti in nazionale ― Algeria | Cronologia completa delle presenze e delle reti in nazionale ― Algeria | Cronologia completa delle presenze e delle reti in nazionale ― Algeria | Cronologia completa delle presenze e delle reti in nazionale ― Algeria | Cronologia completa delle presenze e delle reti in nazionale ― Algeria | Cronologia completa delle presenze e delle reti in nazionale ― Algeria | Cronologia completa delle presenze e delle reti in nazionale ― Algeria |
| Data                                                                   | Città                                                                  | In casa                                                                | Risultato                                                              | Ospiti                                                                 | Competizione                                                           | Reti                                                                   | Note                                                                   |
| ---------------------------------------------------------------------- | ---------------------------------------------------------------------- | ---------------------------------------------------------------------- | ---------------------------------------------------------------------- | ---------------------------------------------------------------------- | ---------------------------------------------------------------------- | ---------------------------------------------------------------------- | ---------------------------------------------------------------------- |
| 26-3-2015                                                              | Doha                                                                   | Qatar                                                                  | 1 – 0                                                                  | Algeria                                                                | Amichevole                                                             | -                                                                      | 46’                                                                    |
| 30-3-2015                                                              | Doha                                                                   | Oman                                                                   | 1 – 4                                                                  | Algeria                                                                | Amichevole                                                             | -                                                                      | 84’                                                                    |
| 17-11-2015                                                             | Blida                                                                  | Algeria                                                                | 7 – 0                                                                  | Tanzania                                                               | Qual. Mondiali 2018                                                    | -                                                                      | 67’                                                                    |
| 25-3-2016                                                              | Blida                                                                  | Algeria                                                                | 7 – 1                                                                  | Etiopia                                                                | Qual. Coppa d'Africa 2017                                              | 1                                                                      | 74’                                                                    |
| 29-3-2016                                                              | Addis Abeba                                                            | Etiopia                                                                | 3 – 3                                                                  | Algeria                                                                | Qual. Coppa d'Africa 2017                                              | -                                                                      | 76’                                                                    |
| 2-6-2016                                                               | Victoria                                                               | Seychelles                                                             | 0 – 2                                                                  | Algeria                                                                | Qual. Coppa d'Africa 2017                                              | -                                                                      | 72’                                                                    |
| 9-10-2016                                                              | Blida                                                                  | Algeria                                                                | 1 – 1                                                                  | Camerun                                                                | Qual. Mondiali 2018                                                    | -                                                                      | 77’                                                                    |
| 7-1-2017                                                               | Blida                                                                  | Algeria                                                                | 3 – 1                                                                  | Mauritania                                                             | Amichevole                                                             | -                                                                      | 57’                                                                    |
| 15-1-2017                                                              | Franceville                                                            | Algeria                                                                | 2 – 2                                                                  | Zimbabwe                                                               | Coppa d'Africa 2017 - 1º turno                                         | -                                                                      | 78’                                                                    |
| 19-1-2017                                                              | Franceville                                                            | Algeria                                                                | 1 – 2                                                                  | Tunisia                                                                | Coppa d'Africa 2017 - 1º turno                                         | -                                                                      | 69’                                                                    |
| 23-1-2017                                                              | Franceville                                                            | Senegal                                                                | 2 – 2                                                                  | Algeria                                                                | Coppa d'Africa 2017 - 1º turno                                         | -                                                                      | 83’                                                                    |
| 2-9-2017                                                               | Lusaka                                                                 | Zambia                                                                 | 3 – 1                                                                  | Algeria                                                                | Qual. Mondiali 2018                                                    | -                                                                      | 58’                                                                    |
| 7-10-2017                                                              | Yaoundé                                                                | Camerun                                                                | 2 – 0                                                                  | Algeria                                                                | Qual. Mondiali 2018                                                    | -                                                                      | 75’                                                                    |
| 8-9-2018                                                               | Bakau                                                                  | Gambia                                                                 | 1 – 1                                                                  | Algeria                                                                | Qual. Coppa d'Africa 2019                                              | -                                                                      | 71’                                                                    |
| 12-10-2018                                                             | Blida                                                                  | Algeria                                                                | 2 – 0                                                                  | Benin                                                                  | Qual. Coppa d'Africa 2019                                              | -                                                                      | 79’                                                                    |
| 16-10-2018                                                             | Cotonou                                                                | Benin                                                                  | 1 – 0                                                                  | Algeria                                                                | Qual. Coppa d'Africa 2019                                              | -                                                                      | 46’                                                                    |
| 25-3-2021                                                              | Lusaka                                                                 | Zambia                                                                 | 3 – 3                                                                  | Algeria                                                                | Qual. Coppa d'Africa 2021                                              | 1                                                                      | 46’                                                                    |
| 3-6-2021                                                               | Blida                                                                  | Algeria                                                                | 4 – 1                                                                  | Mauritania                                                             | Amichevole                                                             | -                                                                      |                                                                        |
| 11-6-2021                                                              | Radès                                                                  | Tunisia                                                                | 0 – 2                                                                  | Algeria                                                                | Amichevole                                                             | -                                                                      | 90’                                                                    |
| 29-3-2022                                                              | Blida                                                                  | Algeria                                                                | 1 – 2 dts                                                              | Camerun                                                                | Qual. Mondiali 2022                                                    | -                                                                      | 109’                                                                   |
| 4-6-2022                                                               | Algeri                                                                 | Algeria                                                                | 2 – 0                                                                  | Uganda                                                                 | Qual. Coppa d'Africa 2023                                              | -                                                                      | 31’ 69’                                                                |
| 12-6-2022                                                              | Doha                                                                   | Iran                                                                   | 1 – 2                                                                  | Algeria                                                                | Amichevole                                                             | -                                                                      | 46’                                                                    |
| Totale                                                                 |                                                                        | Presenze                                                               | 22                                                                     |                                                                        | Reti                                                                   | 2                                                                      |                                                                        |

## Palmarès

### Club

#### Competizioni nazionali
- Campionato turco: 1

Beşiktaş: 2020-2021
- Coppa di Turchia: 2

Beşiktaş: 2020-2021, 2023-2024
- Supercoppa di Turchia: 1

Beşiktaş: 2021